# Бойові шахи
Бойові шахи — гра на класичній шахівниці за допомогою класичних шахових фігур за правилами, дещо відмінними від класичних шахових правил. 
Гра в «Бойові шахи» характерна тим, що до її початку суперники зовсім не мають уявлення про позицію один одного. Це, у певному сенсі, моделює бойову обстановку перед боєм, змушує супротивників швидко орієнтуватися в ситуації, що склалася на шахівниці, на відміну від звичайних шахів, виключає їх початкову рівність один перед одним. Також гра виключає можливість застосування дебютних задумів зі звичайних шахів через нестандартність в початковому розташуванні фігур, викликає необхідність пошуку кожним з гравців оптимальних початкових розставлень.

## Правила
Перед початком гри суперники, на роз'єднаних половинах шахової дошки, потай один від одного, довільним чином розставляють кожен свої фігури. Число фігур залишається таким самим, як і в звичайних шахах. Однак кожна фігура може займати будь-яку клітину своєї половини дошки (найближчі до гравця 4 горизонталі шахової дошки), за бажанням гравця. Зокрема, пішак може перебувати на найближчій до гравця горизонталі, на одній вертикалі можна розмістити декілька пішаків, слонів можна поставити на поля одного кольору тощо. 
Після розставляння фігур суперники з'єднують обидві половини дошки й починають грати за звичайними шаховими правилами за деякими винятками: 
- Під час розставляння можливий варіант, коли до моменту першого ходу король одного з гравців опиняється під шахом, а за жеребом право ходу належить супернику. В такому випадку гравцеві, чий король опинився під шахом, присуджується поразка. Це дещо обмежує кількість початкових позицій, однак є доволі рідкісним випадком, властивим швидше початківцям.
- У разі ходу пішака з найближчої до гравця горизонталі (в нотації: з 1-ї або 8-ї), він може перейти лише на 2-у (7-у) горизонталь, після чого він отримує право рухатися на два поля вперед, аналогічно до правил звичайних шахів. У цьому випадку, при відповідному розташуванні пішаків суперника, можна застосувати правило про взяття на проході.

Правила гри розробив Г. М. Миронов у 80-х роках 20-го століття. Офіційних коментарів стосовно бойових шахів з боку федерацій класичних шахів поки не надходило.. 

## Бойові шахи в мережі Інтернет
На сьогодні в мережі Інтернет існує портал [Архівовано 2 квітня 2022 у Wayback Machine.], що позиціює себе як Соціальна мережа в якій можна грати в бойові і традиційні шахи в режимі онлайн..
На цьому порталі регулярно проводяться індивідуальні та командні турніри. Кількість учасників деяких з цих турнірів перевищувала 200 осіб.